# Місія акули
Місія акули (англ. Mission of the Shark: The Saga of the U.S.S. Indianapolis) — американський історичний фільм 1991 року.

## Сюжет
Наприкінці Другої світової війни при проведенні надсекретної операції, по доставці атомної бомби до берегів Японії, на морі потоплений японцями військовий крейсер «Індіанаполіс». Уцілілим членам екіпажу довелося боротися за своє життя у водах, що кишать акулами. Тільки кілька десятків людей залишилися в живих. Інцидент став темою одного з найскандальніших судових розглядів в історії війни. Капітан корабля Чарльз Батлер Маквей, порядна і чесна людина, був зобов'язаний зберігати всі подробиці суду в таємниці, і повна картина події досі невідома. Та й саме правосуддя виявилося в цьому випадку простою формальністю.

## У ролях
- Стейсі Кіч — капітан Чарльз Батлер Маквей
- Річард Томас — лейтенант Стівен Скотт
- Стів Лендесберг — Ліпскомб
- Дон Гарві — Кіндерман
- Роберт Чіккіні — Д'Анжело
- Девід Карузо — Вілкс
- Боб Гантон — капелан
- Кері-Хіроюкі Тагава — Хасімото
- Джеффрі Нордлінг — Таскер
- Тім Гіні — Добсон
- Ніл Джунтолі — Гольдштейн
- Гордон Клепп — Еліас
- Джо Карберрі — Спілнер
- Дейл Дай — майор Грін
- Едді Фріаш — Кортес